# Црква Светог Николе у Биљегу
Црква Светог Николе у Биљегу, једна је од цркава у саставу Мерошинске парохије, Архијерејског намесништва топличког у саставу Епархије нишке. Првбитна црква на овом простори изграђена је највероватније у средњем веку, а данашња 1900. године.

## Положај
Црква Светог Николе се налази у селу Биљег, у општини Мерошина у Нишком управном округу
Географски положај
- Северна географска ширина: 43° 19′ 13"
- Источна географска дужина: 21° 40′ 20"
- Надморска висина: 319 m

## Историја
Простор Биљега био је насељен још у античко време, а село је постојало и у Средњем веку. Из тог периода је ранија белешка властелинске цркве светог Николе, која је, како се верује, остала и кад су друге властелинске Цркве у Добричу порушене или спаљене на почетку владавине Османалија.
Цркву су, према једној верзији, спалили српски устаници 1806. године, а по другој, спалиле су је Османлије током повлачењу у првом српско-турском рату 1876. године. У то време служила је османској војсци као магацин за жито.
Међутим, има и тврдњи да је црква сазидана 1872. године на старим развалинама, па спаљена 1876. године.
По ослобођењу од Османлијског царства црква је обновљена.
| „ | По предању, под Биљешком чуком ноћу је „шетала“ нека ватра, и после петнаестак дана зауставила се на једном месту. То је људима био знак да на том месту треба да саграде Цркву, што су и учинили, а 1900. године осветио је тадашњи епископ нишки господин Никанор. Црква је заједничка за Биљег и Облачину, а и гробље им је заједничко. | ” |

Пред крсну Славу 2014. године уређењем Цркве у старом ормару пронађени су свети Сасуди непознатог порекла и вредности који су већ давно избачени из употребе. Након чишћења и полирању добијени су свети Сасуди који и даље могу да служе својој намени, а на чијим жиговима појединачно се јасно види утиснута година израде 1879. што и потврђује податак о предању градње ове веома старе и вредне светиње.